# Hypogastrura neglecta
Hypogastrura neglecta är en urinsektsart som först beskrevs av Börner 1901.  Hypogastrura neglecta ingår i släktet Hypogastrura, och familjen Hypogastruridae. Arten är reproducerande i Sverige.